# Clinohelea muzoni
Clinohelea muzoni är en tvåvingeart som beskrevs av Gustavo R. Spinelli och Duret 1993. Clinohelea muzoni ingår i släktet Clinohelea och familjen svidknott.
Artens utbredningsområde är Colombia. Inga underarter finns listade i Catalogue of Life.